# 八橋油田
八橋油田（やばせゆでん）は、秋田県秋田市八橋にある油田。本項ではその他の秋田県内にある油田・過去あった油田についても併せて解説する。

## 概要
国際石油開発帝石国内事業本部秋田鉱業所が産油しており、産油量は2013年時点で年間約16,000キロリットル（10万バレル）。油井は秋田市八橋・寺内地区を中心として、北は外旭川地区、南は新屋地区まで広がっている。昭和20年代後半から30年代にかけては国内最大の油田であり、産油開始から現在までの累積産油量は国内最大である。
採掘した原油は外旭川プラントで精製され、男鹿半島の秋田国家石油備蓄基地を経て出荷される。また天然ガスも産出する。 
八橋油田・黒川油田はともに現在も産油を続けている数少ない油田のひとつである。八橋油田では帝石が、現在も数年ごとに試掘井を掘って調査を続けているが、未だに掘り当てられないといわれる。
その一方、上新城・下新城地区などで、原油が自然噴出し農地に流れ込む事故が時折起きている。

## 秋田の産油の歴史

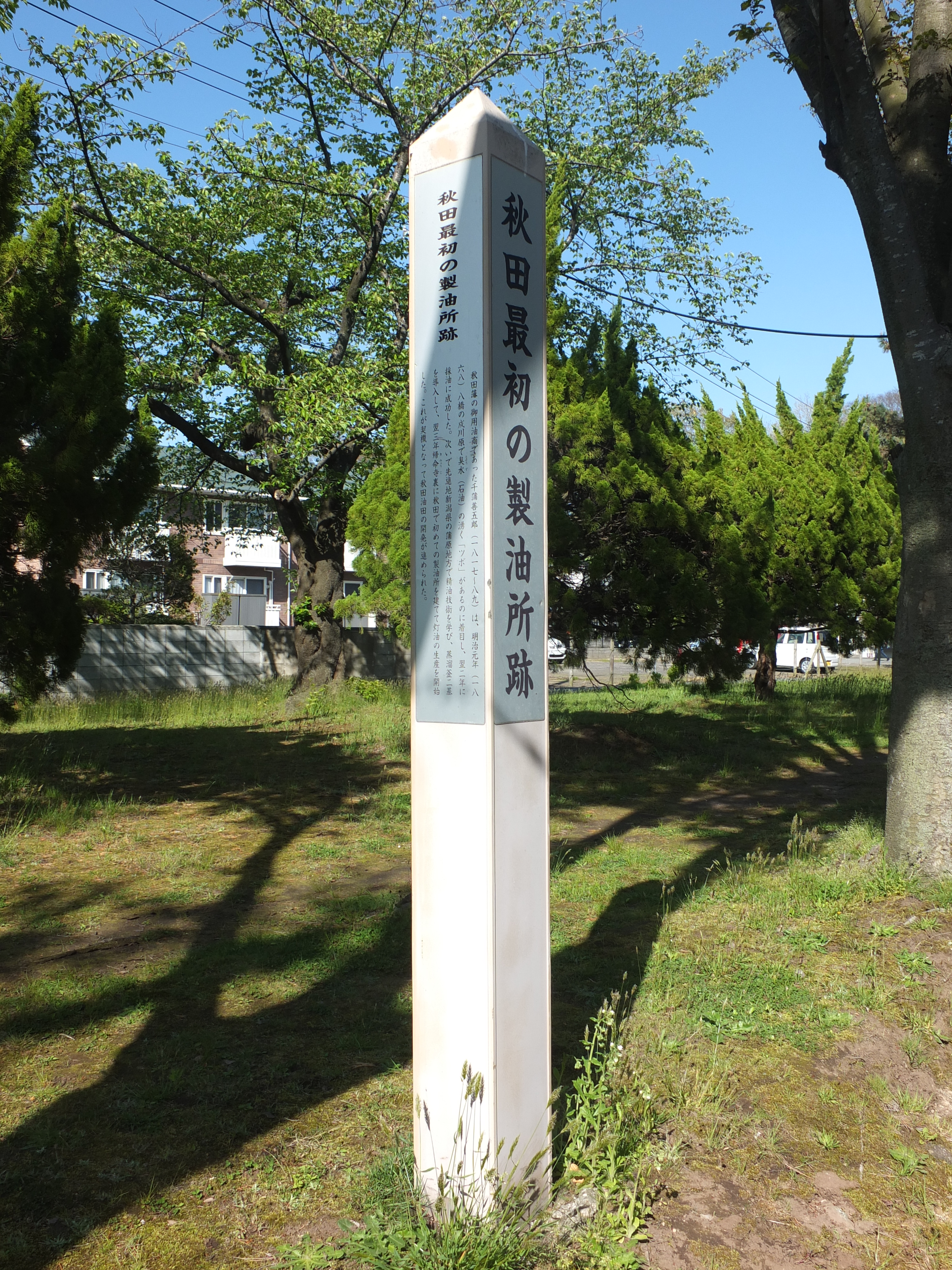
八橋陸上競技場の裏手に設置されている「秋田最初の製油所跡」標柱

現在の秋田市八橋・寺内地区は、古くから自然に油の出る場所があったようで、南北に長い八橋油田の地域を流れる川が草生津川（くそうづがわ）と呼ばれている。「くそうづ」は石油の和名であり、「臭い水」の意とされる。なお、寺内地区にある「寺内油田」（てらうちあぶらでん）という地名が関連付けて語られることがあるが、これは石油を産する油田の意味ではなく、寺社で使用する灯明のための菜種油を栽培・採取した地の意味である。
旧久保田藩の御用油商人であった千蒲善五郎は、慶応年間から秋田周辺での油田の兆候に興味を持っていたが、八橋字戌川原で滲出している石油を発見し、1869年（明治2年）から同地で本格的な採油を開始した。これが県内初の油田開発とされる。1870年（明治3年）に帰命寺境内に製油所を設置し、1872年（明治5年）に東京から石油ランプを取り寄せてランプと灯油の販売を試みたが、当時の精製技術は粗雑で悪臭が発生したため売り上げは芳しくなかった。
千蒲の他、久保田藩の殖産興業を推し進めた金易右衛門を祖父に持つ柿岡源十郎や秋田県為替方を勤めた小野組などが明治初期の油田開発を試み、1873年（明治6年）から外旭川地区や濁川地区（金足濁川）、黒川地区（金足黒川・以上3地区はすべて現在の秋田市北部）で手掘りによる石油の採掘が始まったが、いずれも大きな成果をあげられずに親会社の倒産などで頓挫した。本格的に石油産業が活発になるのは明治20年代になってからである。

### 旭川油田
南秋田郡旭川村濁川（現在の秋田市濁川）では、千蒲善五郎が1876年（明治9年）から1897年（明治30年）にかけて採掘を行った油田のうちの一つがあり、1902年（明治35年）の秋田油田調査会による綱掘りを経て、1908年（明治41年）に日本石油（現在のENEOS）が秋田に進出して本格的な開発を行った。1929年（昭和4年）に最盛期を迎え、年産18,600キロリットルに達した。1938年（昭和13年）以降は新たな油井の開削は行わず採油のみとなり、1978年（昭和53年）時点では年産1,216キロリットルにまで衰退した。

### 桂根油田・羽川油田
由利郡下浜村桂根（現在の秋田市下浜桂根）では、1919年（大正8年）に日本石油によって本格的開発が始まり、1923年（大正12年）に年産11,000キロリットルに達したが、1963年（昭和38年）1月に閉山した。
同村羽川（現在の秋田市下浜羽川）では、1919年（大正8年）に宝田石油（現在のENEOS）が開発に着手し、1923年（大正12年）に年産10,800キロリットルに達したが、1966年（昭和41年）2月に閉山した。

### 豊川油田
南秋田郡豊川村（現在の潟上市昭和豊川槻木）では、縄文時代から天然アスファルト（土瀝青）を産出し、接着剤などとして広域で利用されていた。日本初のアスファルト舗装とされる東京・昌平橋の舗装にも、豊川で採取された土瀝青200俵が使われた。土瀝青の採掘を行っていた中外アスファルト（現在のNIPPO）が1912年（明治45年）から石油の採掘を開始し、翌1913年（大正2年）10月に油層に達して石油生産が始まった。最盛期には油井718本、年間86,800キロリットルに達した。2001年（平成13年）に産油は停止したが、微量ながら天然ガスの生産を継続している。2007年（平成19年）11月30日、石油産業に関る近代化産業遺産の認定を受けた。

### 黒川油田
南秋田郡金足村（現在の秋田市金足黒川）の黒川油田は、日本石油が1913年（大正2年）に開発。ロータリー式5号井は1914年（大正3年）5月26日には日産2000キロリットルを産出、日本記録を樹立している。以降、年産15万キロリットル（約94万バレル）を超える大油田となり、日本有数の油田として注目を浴びた。黒川油田は昭和初期まで安定してこの年間産出量を維持し、これが元で秋田の石油開発はより一層盛んになった。

### 八橋油田

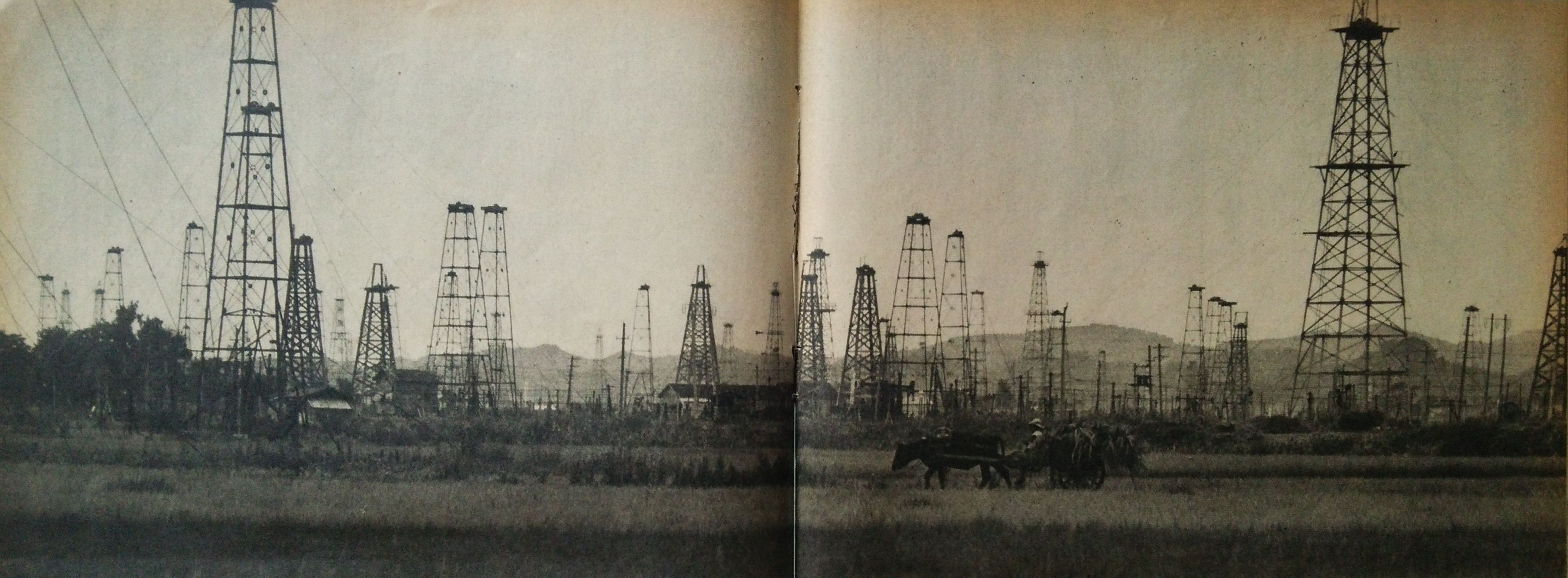
1952年の八橋油田

八橋油田は1907年（明治40年）頃から調査・試掘が行われていたが、1935年（昭和10年）に日本鉱業（現在のENEOS）が本格的に産油を開始した。日本石油も相次いで開発に乗り出したため、八橋油田の産油量は黒川油田と遜色ないほどに多くなり、秋田県は日本国内の70%以上を産油する石油王国といわれた。八橋と黒川で産出された原油は、主に土崎港地区と船川地区（男鹿市船川）の製油所で精製されて、日本各地に送られた。そのため、終戦間際の1945年（昭和20年）8月14日には土崎の製油所が空襲（土崎空襲）を受け、100人以上の死者を出した。
戦後、1947年（昭和22年）8月14日、昭和天皇の戦後巡幸の車列が鉱場の前を通過。工員らが奉迎を行うと天皇が会釈で応える一幕もあった。八橋油田は帝国石油（現在の国際石油開発帝石）が開発を受け持ち、各地に油井を掘って産油にあたった。その結果、昭和30年代には年産30万キロリットル（190万バレル）に達するなど、北海道や新潟の油田を抑えて国内最大であった。しかし、昭和40年代以降その産油量は急激に衰退し、現在の産油量は当時の1割にすら満たない。また、現在も産油量は減少傾向にある。

### 海底油田
1959年（昭和34年）11月10日、石油資源開発により日本初の海底油田が土崎沖で発見され、ジャッキアップ型海洋掘削装置「白竜号」にて掘削が開始された。
1977年（昭和52年）、秋田沖油田が閉山となり、以後の海底油田掘削は新潟県のみとなった。但し、申川油田でも現在の主要油井は海中に位置している。

## 参考資料
- 「秋田市史 第四巻 近現代I 通史編」秋田市編、2004年
- 「角川日本地名大辞典 5 秋田県」1980年